# Miss Universo 1981
Miss Universo 1981, trentesima edizione di Miss Universo, si è tenuta presso il Minskoff Theatre di New York negli Stati Uniti d'America, il 20 luglio 1981. L'evento è stato presentato da Bob Barker ed Elke Sommer. Irene Sáez, Miss Venezuela, è stata incoronata Miss Universo 1981.

## Risultati

### Piazzamenti
| Risultato finale   | Concorrente |
| ------------------ | --- |
| Miss Universo 1981 | - Venezuela - Irene Sáez |
| 2ª classificata    | - Canada - Dominique Dufour |
| 3ª classificata    | - Svezia - Eva Lena Lundgren |
| 4ª classificata    | - Brasile - Adriana Alves de Oliveira |
| 5ª classificata    | - Belgio - Dominique Van Eeckhoudt |
| Top 12             | - Germania - Marion Kurz - Ecuador - Lucía Isabel Vinueza Urjelles - Norvegia - Mona Olsen - Nuova Zelanda - Donella Elizabeth Clemmence Thomsen - Paesi Bassi - Ingrid Johanna Maria Schouten - Stati Uniti - Kim Seelbrede - Tahiti - Tatiana Teraiamano |

### Punteggi alle sfilate finali
Vincitrice
     2ª classificata
     3ª classificata
     Top 6
     Top 10
(#) Posizione in ogni turno della gara
| Nazione            | Media preliminare | Intervista | Costume da bagno | Abito da sera | Media semifinale |
| ------------------ | ----------------- | ---------- | ---------------- | ------------- | ---------------- |
| Venezuela          | 8.575 (1)         | 8.966 (1)  | 9.024 (1)        | 8.887 (1)     | 8.959 (1)        |
| Belgio             | 8.223 (6)         | 8.529 (3)  | 8.881 (2)        | 8.268 (3)     | 8.559 (2)        |
| Svezia             | 7.967 (10)        | 8.658 (2)  | 8.050 (6)        | 8.179 (4)     | 8.296 (3)        |
| Canada             | 7.913 (12)        | 8.167 (6)  | 8.133 (5)        | 8.508 (2)     | 8.269 (4)        |
| Brasile            | 8.330 (4)         | 8.191 (5)  | 8.416 (3)        | 7.824 (7)     | 8.144 (5)        |
| Polinesia francese | 7.940 (11)        | 8.149 (7)  | 8.137 (4)        | 7.962 (5)     | 8.083 (6)        |
| Norvegia           | 8.259 (5)         | 8.435 (4)  | 7.717 (8)        | 7.838 (6)     | 7.997 (7)        |
| Germania           | 8.400 (3)         | 7.875 (8)  | 8.041 (7)        | 7.442 (10)    | 7.786 (8)        |
| Paesi Bassi        | 8.133 (7)         | 7.590 (9)  | 7.633 (9)        | 7.625 (9)     | 7.616 (9)        |
| Stati Uniti        | 8.527 (2)         | 7.427 (11) | 7.617 (10)       | 7.653 (8)     | 7.566 (10)       |
| Ecuador            | 7.967 (9)         | 7.442 (10) | 7.300 (12)       | 7.317 (12)    | 7.353 (11)       |
| Nuova Zelanda      | 8.063 (8)         | 6.950 (12) | 7.492 (11)       | 7.350 (11)    | 7.264 (12)       |

### Riconoscimenti speciali
| Riconoscimento        | Concorrente                                                                                   |
| --------------------- | --------------------------------------------------------------------------------------------- |
| Best National Costume | - Brasile - Adriana Alves de Oliveira - Corea del Sud - Lee Eun-Jung - Venezuela - Irene Sáez |
| Miss Congeniality     | - Bahamas - Linda Smith                                                                       |
| Miss Photogenic       | - Danimarca - Tina Brandstrup                                                                 |

## Concorrenti
- Argentina – Susana Mabel Reynoso
- Aruba – Synia Reyes
- Australia – Karen Sang
- Austria – Gudrun Gollop
- Bahamas – Linda Teresa Smith
- Belgio – Dominique van Eeckhoudt
- Belize – Ivette Zabaneh
- Bermuda – Cymone Florie Tucker
- Bolivia – Vivian (Maricruz) Aponte Zambrano
- Brasile – Adriana Alves de Oliveira
- Canada – Dominique Dufour
- Cile – María Soledad Hurtado Arellano
- Cipro – Katia Angelidou
- Colombia – Ana Edilma (Eddy) Cano Puerta
- Corea del Sud – Lee Eun-jung
- Costa Rica – Rosa Inés Solís Vargas
- Curaçao – Maria Maxima Croes
- Danimarca – Tina Brandstrup
- Ecuador – Lucía Isabel Vinueza Urjelles
- Figi – Lynn Michelle McDonald
- Filippine – Maria Caroline (Maricar) de Vera Mendoza
- Finlandia – Merja Orvokki Varvikko
- Francia – Isabelle Sophie Benard
- Galles – Karen Ruth Stannard
- Germania – Marion Kurz
- Giappone – Mineko Orisaku
- Gibilterra – Yvette Dominguez
- Grecia – Maria Nikouli
- Guadalupa – Rosette Bivuoac
- Guam – Bertha Antoinette Harmon
- Guatemala – Yuma Rossana Lobos Orellana
- Honduras – Leslie Nohemí Sabillón Dávila
- Hong Kong – Irene Lo Kam-Sheung
- India – Rachita Kumar
- Inghilterra – Joanna Longley
- Irlanda – Valerie Roe
- Islanda – Elisabet Traustadóttir
- Isole Cayman – Donna Marie Myrie
- Isole Marianne Settentrionali – Juanita Masga Mendiola
- Isole Vergini Americane – Marise Cecile James
- Isole Vergini Britanniche – Carmen Nibbs
- Israele – Dana Wexler
- Italia – Anna Kanakis
- Malaysia – Audrey Loh Yin Fong
- Malta – Susanne Galea
- Martinica – Ghislaine Jean-Louis
- Messico – Judith Grace González Hicks
- Namibia – Antoinette Anuza
- Norvegia – Mona Olsen
- Nuova Zelanda – Donella Thomsen
- Paesi Bassi – Ingrid Johanna Marie Schouten
- Panama – Ana María Henríquez Valdés
- Paraguay – María Isabel Urízar Caras
- Perù – Gladys Silva Cansino
- Porto Rico – Carmen Lotti
- Portogallo – Ana Paula Machado Moura
- Rep. Dominicana – Fausta Lucía Peña Veras
- La Riunione – Patricia Abadie
- Saint Kitts e Nevis – Marva Warner
- Samoa – Lenita Marianne Schwalger
- Scozia – Anne McFarlane
- Singapore – Florence Tan
- Spagna – Francisca (Paquita) Ondiviela Otero
- Sri Lanka – Renuka Varuni Jesudhason
- Stati Uniti – Kim Seelbrede
- Sudafrica – Daniela di Paolo
- Svezia – Eva Lena Lundgren
- Svizzera – Bridget Voss
- Tahiti – Tatiana Teraiamano
- Thailandia  – Massupha Karbprapun
- Transkei – Kedibone Tembisa Letlaka
- Trinidad e Tobago – Romini Samaroo
- Turchia – Senay Unlu
- Turks e Caicos – Frances Gloria Rigby
- Uruguay – Griselda Dianne Anchorena
- Venezuela – Irene Sáez Conde

### Ritiri
- Mauritius - Carole Fitzgerald